# Antim iberen
Antim iberen (georgiska: ანთიმოზ ივერიელი), född 1650, död 1716, var en georgisk teolog och en kyrkoledare i Rumänien. 